# Jennifer Digbeu
Jennifer Digbeu, coniugata Gadiou (Lione, 14 aprile 1987), è un'ex cestista francese.
È la sorella di Alain Digbeu.

## Carriera
Con la Francia ha disputato i Giochi olimpici di Londra 2012, i Campionati mondiali del 2010 e i Campionati europei del 2011.